# Juan Bautista de Zengotita Bengoa

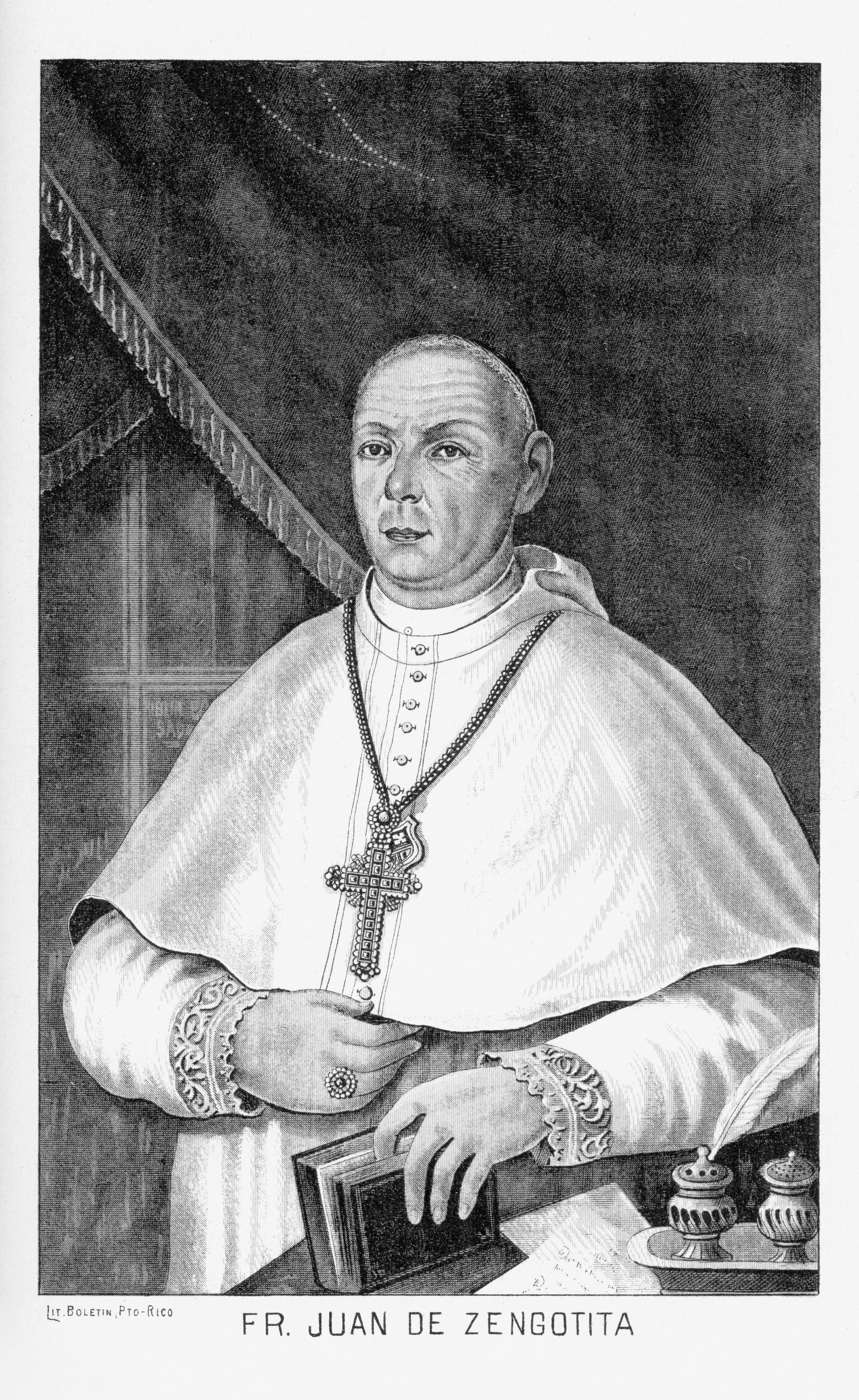
Fray Juan de Zengotita

Juan Bautista de Zengotita Bengoa (13 de septiembre de 1735, Vérriz, Vizcaya - 1 de noviembre de 1802, en Puerto Rico) fue un obispo de San Juan, Puerto Rico entre 1795-1802.               

## Biografía
Nació el 13 de septiembre de 1735 en la Parroquia de Vérriz, partido judicial de Durango, en la provincia de Vizcaya, y fue fraile de la real y militar orden de Nuestra Señora de la Merced, cuando fue presentado por el rey Carlos IV para Obispo de Puerto Rico, electo y confirmado por el papa Pío VI, el primero de junio de 1795. 
En virtud del poder otorgado en Madrid el 14 de agosto, ante el escribano del rey y notario público apostólico, don Pedro Barrero, a favor del señor deán, doctor don Nicolás Quiñones, tomó posesión de su obispado el 13 de octubre y fue consagrado en Madrid en la iglesia del Convento de Mercedarios Calzados, el 8 de noviembre, llegando a Puerto Rico el 30 de marzo de 1796. 
Vivió la invasión británica a la Isla en 1797, y ofreció toda la ayuda que tuvo en sus manos, tanto dinero como personal (clérigos no ordenados "in sacris") para repelerla. Recorrió toda la diócesis, en una época en la que el transporte era muy malo. Favoreció la creación de pueblos y hospitales. Comenzó a recaudar fondos para la construcción del Seminario Conciliar.
Una leyenda de Coll y Toste, relata que en la noche del 30 de abril de 1797, cuando las fuerzas británicas bajo el general sir Ralph Abercromby atacaban la isla de Puerto Rico el obispo dirigió una procesión en Rogativa, compuesta por las mujeres y los niños, rezando y cantando a la Sagrada Madre de Dios tres veces alrededor de las murallas. Los ingleses vieron la procesión incesante y pensando que era de tropas de refuerzo que entraban a la ciudad amurallada, decidieron retirarse. En esa manera la Rogativa salvó a Puerto Rico ese día.  
Falleció el primero de noviembre de 1802, y fue sepultado en la Catedral de San Juan en el sepulcro episcopal, situado en el presbiterio al lado del Evangelio. El 3 de noviembre de 1810, el Obispo Arizmendi trasladó sus restos a la capilla de San Pedro Nolasco.
- Datos: Q6299031
- Multimedia: Juan Bautista de Zengotita Bengoa / Q6299031